# Koňský spád
Koňský spád je vyhlídka do údolí Pustého žlebu v Moravském krasu v Jihomoravském kraji. Místo je pojmenováno po tragické události z 19. století, kdy se zde z vysoké skalní stěny zřítil do Pustého žlebu koňský povoz. Místo leží v přírodní rezervaci zhruba 500 metrů severně od Macochy, odkud k němu vede značená turistická stezka.

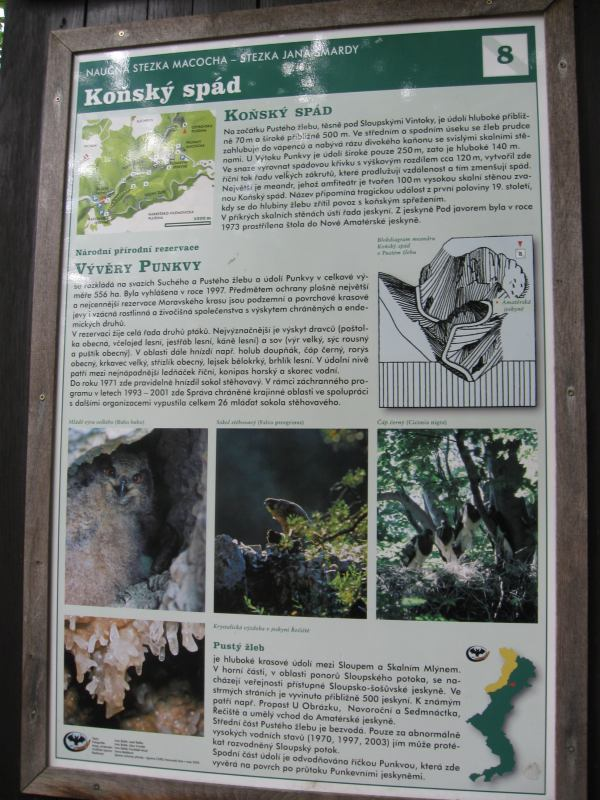
Koňský spád – informační tabule
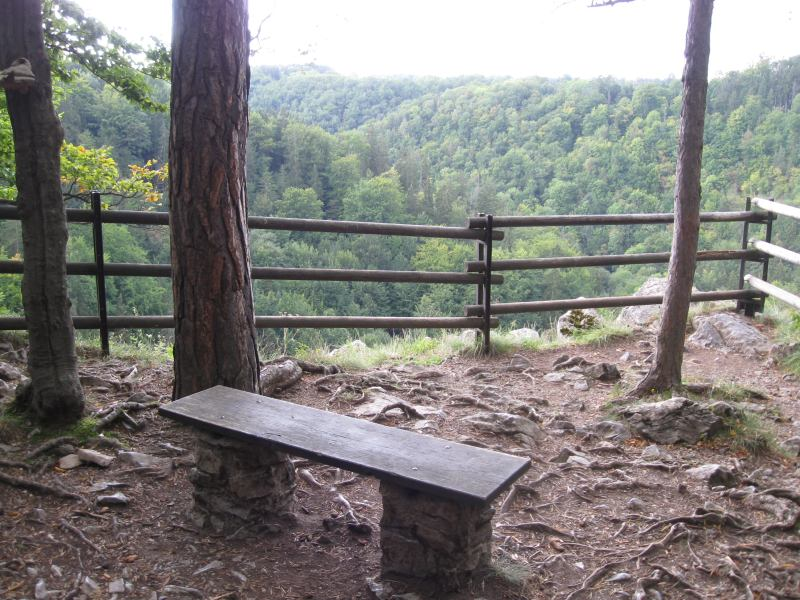
Koňský spád – vyhlídka
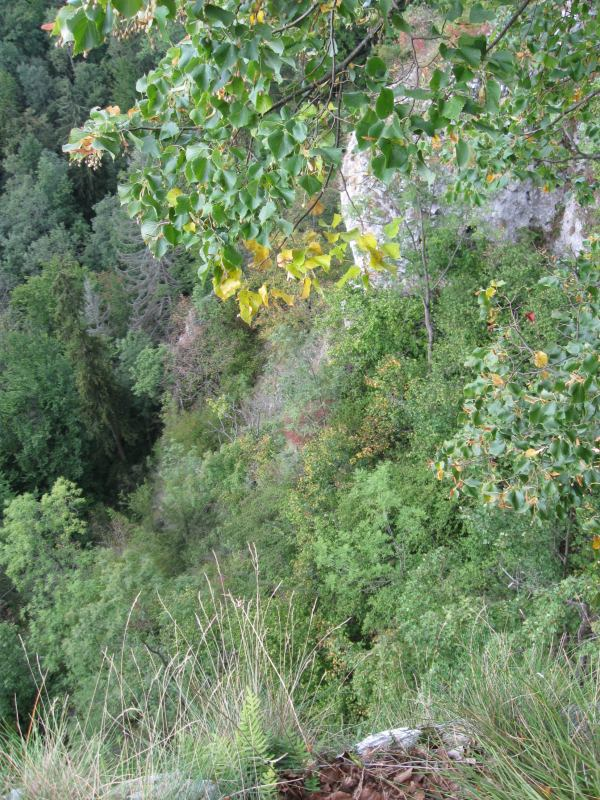
Koňský spád – pohled z vyhlídky do Pustého žlebu